# Grupo de los Doce

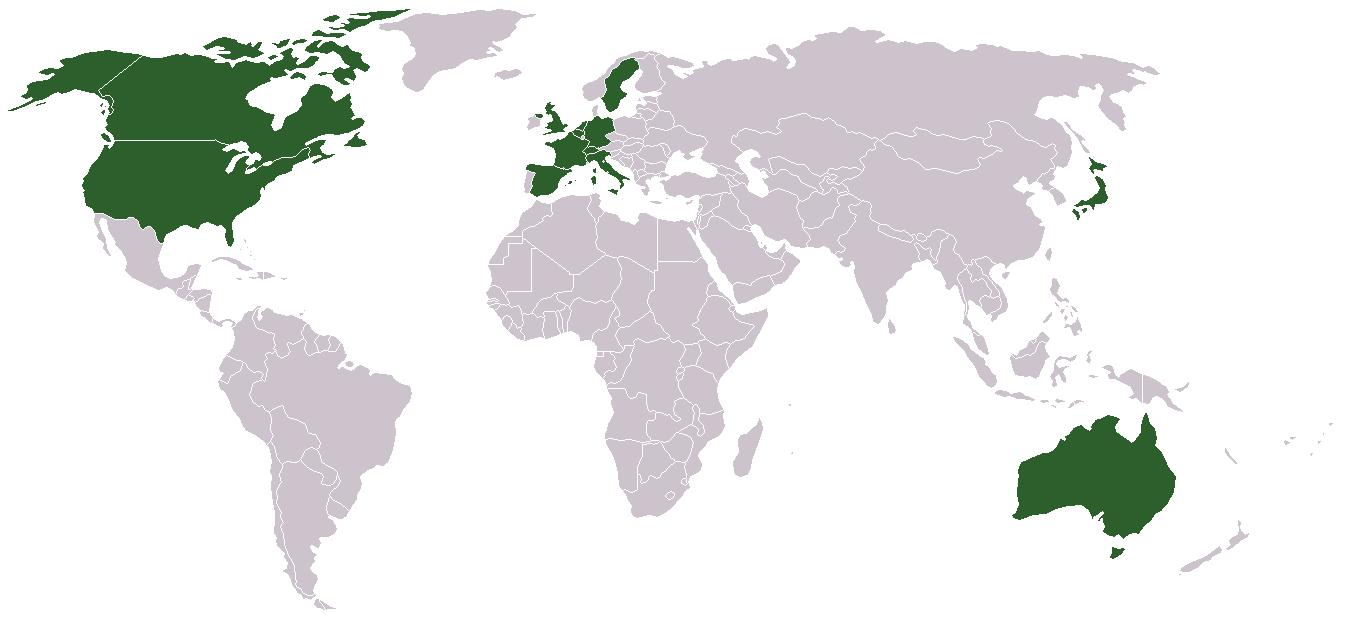
Países del G-12.

El G-12 es un grupo de países industrialmente avanzados cuyos bancos centrales cooperan para regular las finanzas internacionales.
Nótese que el G-12 consta de trece países. Engloba a los diez miembros iniciales del Fondo Monetario Internacional (FMI), que formaron el original G-10, sumando Australia y España. En 1984, cuando Suiza ingresó en el G-10 y el G-12, los nombres de los grupos no fueron cambiados.

## Representación
| País           | Líder                                              | Ministro de Finanzas        | Ministro de Asuntos Exteriores | Gobernador del Banco Central |
| -------------- | -------------------------------------------------- | --------------------------- | ------------------------------ | ---------------------------- |
| Alemania       | Canciller Friedrich Merz                           | Lars Klingbeil              | Johann Wadephul                | Joachim Nagel                |
| Australia      | Primer ministro Anthony Albanese                   | Jim Chalmers                | Penny Wong                     | Philip Lowe                  |
| Bélgica        | Primer ministro Bart De Wever                      | Jan Jambon                  | Maxime Prévot                  | Pierre Wunsch                |
| Canadá         | Primer ministro Mark Carney                        | François-Philippe Champagne | Mélanie Joly                   | Stephen S. Poloz             |
| España         | Presidente del Gobierno Pedro Sánchez              | María Jesús Montero         | José Manuel Albares            | Pablo Hernández de Cos       |
| España         | Presidente del Gobierno Pedro Sánchez              | Carlos Cuerpo               | José Manuel Albares            | Pablo Hernández de Cos       |
| Estados Unidos | Presidente Donald Trump                            | Janet Yellen                | Antony Blinken                 | Jerome Powell                |
| Francia        | Presidente Emmanuel Macron                         | Bruno Le Maire              | Catherine Colonna              | François Villeroy de Galhau  |
| Francia        | Primer ministro François Bayrou                    | Bruno Le Maire              | Catherine Colonna              | François Villeroy de Galhau  |
| Italia         | Presidenta del Consejo Giorgia Meloni              | Giancarlo Giorgetti         | Antonio Tajani                 | Ignazio Visco                |
| Japón          | Primer ministro Shigeru Ishiba                     | Shunichi Suzuki             | Yoshimasa Hayashi              | Kazuo Ueda                   |
| Países Bajos   | Primer ministro Dick Schoof                        | Eelco Heinen                | Caspar Veldkamp                | Klaas Knot                   |
| Países Bajos   | Primer ministro Dick Schoof                        | Marnix van Rij              | Caspar Veldkamp                | Klaas Knot                   |
| Reino Unido    | Primer ministro Keir Starmer                       | Rachel Reeves               | David Lammy                    | Andrew Bailey                |
| Suecia         | Primer ministro Ulf Kristersson                    | Elisabeth Svantesson        | Tobias Billström               | Stefan Ingves                |
| Suiza          | Presidenta de la Confederación Karin Keller-Sutter | Guy Parmelin                | Ignazio Cassis                 | Thomas Jordan                |
| Suiza          | Presidenta de la Confederación Karin Keller-Sutter | Karin Keller-Sutter         | Ignazio Cassis                 | Thomas Jordan                |